# آنا گابریلا لوپس
آنا گابریلا لوپس (انگلیسی: Ana Gabriela López; ۲۲ سپتامبر ۱۹۹۴) وزنه‌بردار زن اهل مکزیک است.
وی در مسابقات کشوری و بین‌المللی در مجموع برندهٔ ۱ مدال برنز شده‌است.